# One Man Can Change the World
One Man Can Change the World è un singolo del rapper statunitense Big Sean prodotto da Amaire Johnson e che vede la collaborazione di Kanye West e John Legend. Ha avuto una nomination ai Grammy Awards 2015 come miglior collaborazione con un artista rap. Pubblicato il 19 giugno 2015, il singolo è stato il quarto estratto dall'album Dark Sky Paradise.
Il 13 ottobre 2015 è certificato singolo d'oro dalla RIAA.

## Classifiche
| Classifica (2015)                  | Posizione raggiunta |
| ---------------------------------- | ------------------- |
| US Billboard Hot 100               | 82                  |
| US Billboard Hot R&B/Hip-Hop Songs | 27                  |
| US Rhythmic Songs                  | 11                  |